# 第5回クリティクス・チョイス・アワード
第5回クリティクス・チョイス・アワード（5th Critics' Choice Awards）は、放送映画批評家協会が主催する映画賞。1999年の映画作品を対象とし、2000年1月24日に受賞作品が発表された。

## 受賞結果

### トップ10作品
※原題のアルファベット順
1. 『アメリカン・ビューティー』
2. 『マルコヴィッチの穴』
3. 『サイダーハウス・ルール』
4. 『グリーンマイル』
5. 『インサイダー』
6. 『マグノリア』
7. 『マン・オン・ザ・ムーン』
8. 『シックス・センス』
9. 『リプリー』
10. 『スリー・キングス』

### 部門賞
| 作品賞 | 監督賞                                                                    |
| --- | ------------------------------------------------------------------------- |
| - 『アメリカン・ビューティー』                                                                                  | - サム・メンデス - 『アメリカン・ビューティー』                           |
| 主演男優賞 | 主演女優賞                                                                |
| - ラッセル・クロウ - 『インサイダー』：ジェフリー・ワイガンド                                                   | - ヒラリー・スワンク - 『ボーイズ・ドント・クライ』：ブランドン・ティーナ |
| 助演男優賞 | 助演女優賞                                                                |
| - マイケル・クラーク・ダンカン - 『グリーンマイル』：ジョン・コーフィ                                           | - アンジェリーナ・ジョリー - 『17歳のカルテ』：リサ・ロウ                 |
| 脚本賞 | 脚色賞                                                                    |
| - アラン・ボール - 『アメリカン・ビューティー』                                                                 | - フランク・ダラボン - 『グリーンマイル』                                 |
| 作曲賞 | 歌曲賞                                                                    |
| - ガブリエル・ヤレド - 『リプリー』                                                                             | - 「ミュージック・オブ・マイ・ハート」 - 『ミュージック・オブ・ハート』   |
| ドキュメンタリー映画賞                                                                                          | ファミリー映画賞                                                          |
| - 『ブエナ・ビスタ・ソシアル・クラブ』                                                                          | - 『遠い空の向こうに』                                                    |
| アニメ映画賞 | テレビ映画賞                                                              |
| - 『トイ・ストーリー2』                                                                                         | - 『ザ・ディレクター ［市民ケーン］の真実』 - 『モリー先生との火曜日』    |
| 外国語映画賞 | 子役賞                                                                    |
| - 『オール・アバウト・マイ・マザー』（ スペイン）                                                               | - ハーレイ・ジョエル・オスメント - 『シックス・センス』：コール・シアー   |
| 新人賞 |                                                                           |
| - スパイク・ジョーンズ - 『マルコヴィッチの穴』 - スパイク・ジョーンズ - 『スリー・キングス』：コンラッド・ビグ |                                                                           |